# D'Angelo Russell
D'Angelo Russell (Louisville, Kentucky, 23 de febrero de 1996) es un baloncestista estadounidense que pertenece a la plantilla de los Dallas Mavericks de la NBA. Con 1,91 metros de estatura, juega en la posición de base, pero por su tamaño y su capacidad anotadora también puede jugar en la posición de escolta.

## Trayectoria deportiva

### Instituto
Asistió al instituto Central High School in Louisville (Kentucky), antes de ser transferido, en su año sophomore al instituto Montverde Academy en Montverde (Florida).
En 2014, ayudó a Montverde a ganar dos campeonatos consecutivos del High School National Tournament jugando junto a Ben Simmons. Posteriormente disputó el McDonald's All-American Game y el Jordan Brand Classic.
Decidió ir a Ohio State en junio de 2013, eligiendo esta universidad por delante de otras opciones como Louisville, Michigan State o North Carolina.

### Universidad
Jugó una temporada de baloncesto universitario con los Buckeyes de la Universidad Estatal de Ohio, en la que promedió 19,3 puntos, 5,7 rebotes y 5 asistencias en 33,9 minutos por encuentro. Al término de su primer año le otorgaron el Jerry West Award, y renunció a seguir en la universidad para presentarse al Draft de 2015.

#### Estadísticas
| Año     | Equipo     | PJ | PT | MPP  | %TC  | %3P  | %TL  | RPP | APP | ROB | TPP | PPP  |
| ------- | ---------- | -- | -- | ---- | ---- | ---- | ---- | --- | --- | --- | --- | ---- |
| 2014–15 | Ohio State | 35 | 35 | 33.9 | .449 | .411 | .756 | 5.7 | 5.0 | 1.6 | .3  | 19.3 |

### Profesional

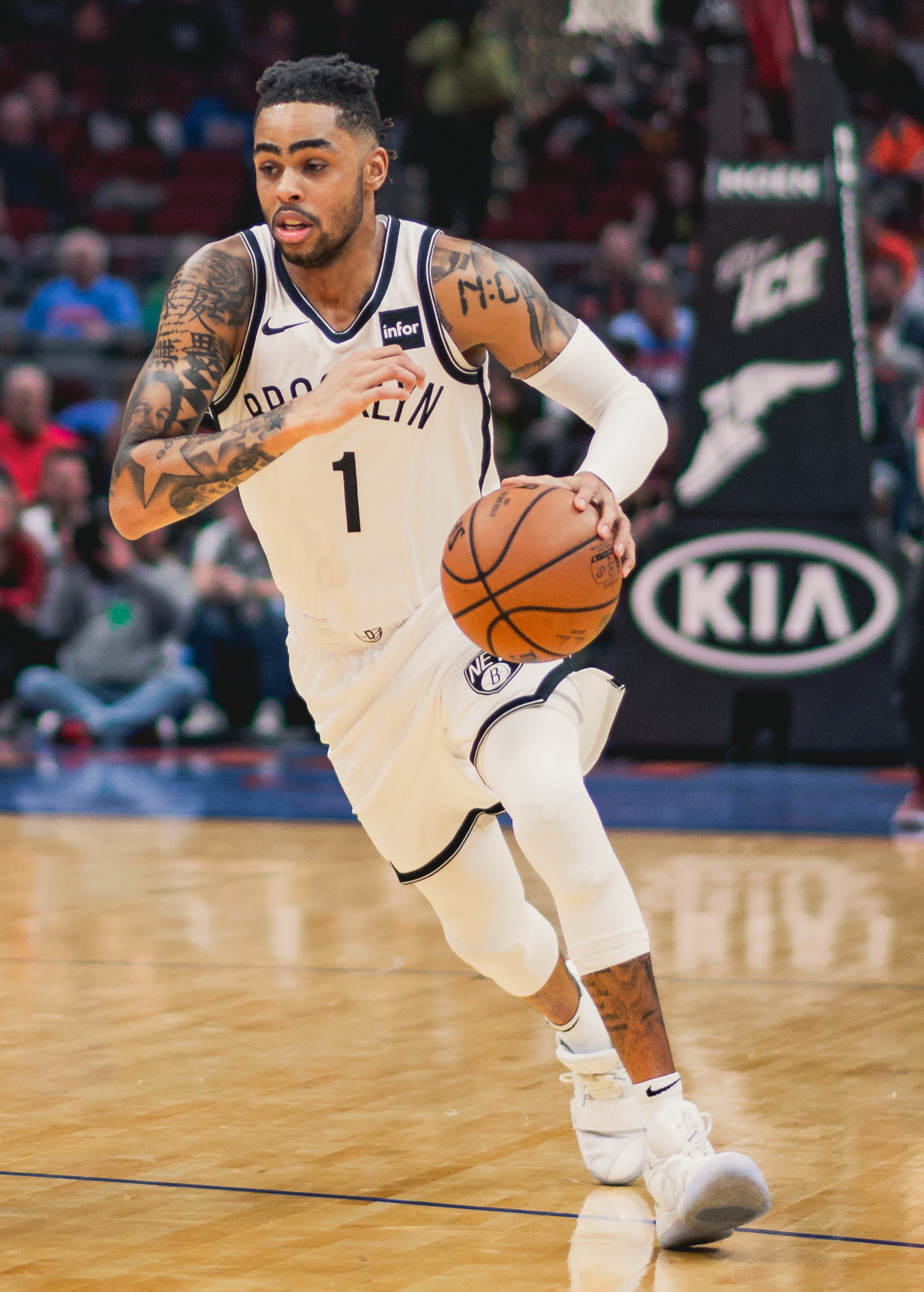
D'Angelo Russell con los Nets en 2019.

El 25 de junio de 2015, fue elegido en la segunda posición del Draft de la NBA de 2015 por Los Angeles Lakers. El 10 de julio de 2015, Russell firmó su primer contrato como profesional con los Lakers.
En su segunda temporada, el 20 de marzo de 2017 logró anotar 40 puntos frente a los Cleveland Cavaliers logrando así ser el jugador más joven de la historia de los Lakers en anotar 40 puntos en un partido, con 21 años y 24 días.
La noche del draft de la NBA de 2017 fue traspasado junto con Timofey Mozgov a Brooklyn Nets a cambio de Brook Lopez y la elección 27, Kyle Kuzma.
La temporada 2018-19, fue una explosión estadística para D'Angelo, en la que promedió 21 puntos y 7 asistencias, en los 81 partidos que disputó como base titular de los Nets. Motivos por el cual fue finalista al premio del jugador más mejorado de la temporada.
El 30 de junio de 2019, firma un contrato de $117 millones en cuatro años con Golden State Warriors.
El 9 de noviembre de 2019, llegó al máximo de anotación de su carrera, con 52 puntos frente a Minnesota Timberwolves.
El 6 de febrero de 2020 es traspasado a los Minnesota Timberwolves a cambio de Andrew Wiggins y dos futuras rondas del draft.
El 8 de febrero de 2023 es traspasado a Los Angeles Lakers en un intercambio entre tres equipos y en el que se vieron involucrados hasta ocho jugadores.
Durante su segunda temporada en Los Ángeles, el 8 de marzo de 2024, anota 44 puntos ante Milwaukee Bucks.
El 29 de diciembre de 2024 es traspasado a Brooklyn Nets junto con Maxwell Lewis a cambio de Dorian Finney-Smith, Shake Milton y tres futuras segundas rondas del Draft.
El 30 de junio de 2025 firma con Dallas Mavericks por dos temporadas y $13 millones.

## Estadísticas de su carrera en la NBA

### Temporada regular
| Año      | Equipo       | PJ  | PT  | MPP  | %TC  | %3P  | %TL  | RPP | APP | ROB | TPP | PPP  |
| -------- | ------------ | --- | --- | ---- | ---- | ---- | ---- | --- | --- | --- | --- | ---- |
| 2015-16  | L.A. Lakers  | 80  | 48  | 28.2 | .410 | .351 | .737 | 3.4 | 3.3 | 1.2 | .2  | 13.2 |
| 2016-17  | L.A. Lakers  | 63  | 60  | 28.7 | .405 | .352 | .782 | 3.5 | 4.8 | 1.4 | .3  | 15.6 |
| 2017-18  | Brooklyn     | 48  | 35  | 25.7 | .414 | .324 | .740 | 3.9 | 5.2 | .8  | .4  | 15.5 |
| 2018-19  | Brooklyn     | 81  | 81  | 30.2 | .434 | .369 | .780 | 3.9 | 7.0 | 1.2 | .2  | 21.1 |
| 2019-20  | Golden State | 33  | 33  | 32.1 | .430 | .374 | .785 | 3.7 | 6.2 | .9  | .3  | 23.6 |
| 2019-20  | Minnesota    | 12  | 12  | 32.7 | .412 | .345 | .873 | 4.6 | 6.6 | 1.4 | .3  | 21.7 |
| 2020-21  | Minnesota    | 42  | 26  | 28.5 | .431 | .387 | .765 | 2.6 | 5.8 | 1.1 | .4  | 19.0 |
| 2021-22  | Minnesota    | 65  | 65  | 32.0 | .411 | .340 | .825 | 3.3 | 7.1 | 1.0 | .3  | 18.1 |
| 2022-23  | Minnesota    | 54  | 54  | 32.9 | .465 | .391 | .856 | 3.1 | 6.2 | 1.1 | .4  | 17.9 |
| 2022-23  | L.A. Lakers  | 17  | 17  | 30.9 | .484 | .414 | .735 | 2.9 | 6.1 | .6  | .5  | 17.4 |
| 2023-24  | L.A. Lakers  | 76  | 69  | 32.7 | .456 | .415 | .828 | 3.1 | 6.3 | .9  | .5  | 18.0 |
| 2024-25  | L.A. Lakers  | 29  | 10  | 26.3 | .415 | .333 | .849 | 2.8 | 4.7 | .8  | .1  | 12.4 |
| 2024-25  | Brooklyn     | 29  | 26  | 24.7 | .367 | .297 | .826 | 2.8 | 5.6 | 1.1 | .7  | 12.9 |
| Total    | Total        | 629 | 536 | 29.8 | .427 | .365 | .796 | 3.4 | 5.7 | 1.1 | .3  | 17.3 |
| All-Star | All-Star     | 1   | 0   | 12.1 | .400 | .400 | —    | 1.0 | 3.0 | .0  | .0  | 6.0  |

### Playoffs
| Año   | Equipo      | PJ | PT | MPP  | %TC  | %3P  | %TL  | RPP | APP | ROB | TPP | PPP  |
| ----- | ----------- | -- | -- | ---- | ---- | ---- | ---- | --- | --- | --- | --- | ---- |
| 2019  | Brooklyn    | 5  | 5  | 29.6 | .359 | .324 | .846 | 3.6 | 3.6 | 1.4 | .2  | 19.4 |
| 2022  | Minnesota   | 6  | 6  | 32.7 | .333 | .387 | .750 | 2.5 | 6.5 | 1.5 | .0  | 12.0 |
| 2023  | L.A. Lakers | 16 | 15 | 29.5 | .426 | .310 | .769 | 2.9 | 4.6 | .7  | .3  | 13.3 |
| 2024  | L.A. Lakers | 5  | 5  | 36.9 | .384 | .318 | .500 | 2.8 | 4.2 | .8  | .2  | 14.2 |
| Total | Total       | 32 | 31 | 31.3 | .388 | .327 | .772 | 2.9 | 4.8 | 1.0 | .2  | 14.2 |

## Vida personal
D'Angelo es hijo de Antonio Russell y Keisha Rowe, y tiene cuatro hermanos: Antonio Russell, Lashaun Gilliam, Tayshaun Brown y Cloee Russell.
Desde 2020 mantiene una relación con la modelo canadiense Laura Ivaniukas, con la que tiene dos hijos: Riley Jonas Russell (n. 2022) y Mila-Rose (n. 2024).